# Ivănești (Vaslui)
Pour les articles homonymes, voir Ivănești.
Ivănești est une commune roumaine située dans le județ de Vaslui.